# 宮本俊幸
宮本 俊幸（みやもと としゆき）は、日本の情報制御工学・システム工学者。大阪工業大学情報科学部情報システム学科教授。博士（情報科学）（大阪大学）。IEEE ITC-CSCC2019プログラム委員会共同委員長。計測自動制御学会SICE2018プログラム委員会副委員長。
専門は、情報制御工学/システム工学・インテリジェントシステム（特に離散事象システム・ペトリネット理論）、ソフトウェア工学・生産システム（SCM・ERP）。

## 略歴
1992年大阪大学工学部電子工学科卒業。1994年同大学院工学研究科電子工学専攻修士課程修了。1997年同大学院工学研究科電気工学専攻博士課程修了、工学博士（大阪大学）。同大学助手となり、2000年カーネギーメロン大学(CMU)に留学（文部省在外研究員）。その後、大阪大学講師・助教授、2007年同大学大学院工学研究科准教授を経て、2022年大阪工業大学情報科学部情報システム学科教授。
主な所属学会は、システム制御情報学会、計測自動制御学会、人工知能学会、電子情報通信学会、IEEE。主な受賞は、電子情報通信学会基礎・境界ソサイエティ功労感謝状(2016)・編集活動貢献賞(2018)・優秀論文賞(2020)など。
主な著書は、Energy Management（分担執筆、Intechopen2010、学術書）、Innovative Systems Approach for Designing Smarter World（分担執筆、Springer2020、学術書）、電気回路の基礎（単著、コロナ社2021、学術書）。

## 主な研究
- 大規模離散事象システムのオブジェクト指向ペトリネットによるモデル化と解析[3]
- 交互方向乗数法を用いた分散スケジューリング[4]
- アンフォールディングを用いたデッドロックフリーな逐次構成型状態フィードバック制御
- 高信頼広域分散ストレージにおけるデータ配送のための分散アルゴリズム
- マルチエージェントネットによる次世代生産システム（SCM・ERP）のモデル化と実現
- 次世代生産システム(NGMS)：分散型生産・ビジネスモデルの協調的統合 - 東京大学・京都大学・川崎重工業・ホンダエンジニアリングとの共同研究[5]